# Висин
Виси́н[откуда такое ударение?] (исп. Wisin, наст. имя: Juan Luis Morera Luna) — пуэрто-риканский рэпер, певец и продюсер. Лауреат нескольких наград за достижения в латиноамериканской музыке. Участник дуэта Wisin & Yandel.

## Биография
См. также «Wisin Personal life» в английском разделе.
Висин родился 19 декабря 1978 года в Пуэрто-Рико. Настоящее имя Хуа́н Лу́ис Море́ра Лу́на (исп. Juan Luis Morera Luna). Участник дуэта Wisin & Yandel.

## Дискография
См. также «Wisin discography» в английском разделе.

### Альбомы
| El Sobreviviente             | - Релиз: 10 февраля 2004 - Лейбл: Fresh Productions - Формат: CD, digital download | -  | 20 | -  | 16 | - | -  |  |
| El Regreso del Sobreviviente | - Релиз: 18 марта 2014 - Лейбл: Sony Music Latin - Формат: CD, digital download    | 50 | 3  | 9  | 1  | 9 | 74 |  |
| Los Vaqueros: La Trilogia    | - Релиз: 11 сентября 2015 - Лейбл: Sony Music Latin - Формат: CD, digital download | -  | 1  | 15 | -  | - | -  |  |
| «—» неучастие в чарте.       |                                                                                    |    |    |    |    |   |    |  |

## Награды и номинации
Latin Billboard Music Awards
| Год  | Номинируемая работа                                     | Категория                                    | Результат |
| ---- | ------------------------------------------------------- | -------------------------------------------- | --------- |
| 2015 | «Adrenalina» (вместе с Дженнифер Лопес и Рики Мартином) | Latin Rhythm Song of the Year                | Номинация |
| 2015 | Himself                                                 | Latin Rhythm Songs Artist of the Year, Solo  | Номинация |
| 2015 | El Regreso del Sobreviviente                            | Latin Rhythm Album of the Year               | Победа    |
| 2015 | Himself                                                 | Latin Rhythm Albums Artist of the Year, Solo | Победа    |

Latin Grammy Awards
| Год  | Номинируемая работа | Категория              | Результат |
| ---- | ------------------- | ---------------------- | --------- |
| 2014 | «Que Viva la Vida»  | Best Urban Performance | Номинация |

Lo Nuestro Awards
| Год  | Номинируемая работа                                     | Категория                       | Результат |
| ---- | ------------------------------------------------------- | ------------------------------- | --------- |
| 2015 | Himself                                                 | Urban Artist of the Year        | Номинация |
| 2015 | El Regreso del Sobreviviente                            | Urban Album of the Year         | Номинация |
| 2015 | «Que Viva la Vida»                                      | Urban Song of the Year          | Номинация |
| 2015 | «Adrenalina» (вместе с Дженнифер Лопез и Рики Мартиным) | Urban Song of the Year          | Номинация |
| 2015 | «Adrenalina» (вместе с Дженнифер Лопез и Рики Мартиным) | Urban Collaboration of the Year | Номинация |
| 2015 | «Adrenalina» (вместе с Дженнифер Лопез и Рики Мартиным) | Video of the Year               | Номинация |

Premios Juventud
| Год  | Номинируемая работа                                     | Категория               | Результат |
| ---- | ------------------------------------------------------- | ----------------------- | --------- |
| 2014 | Himself                                                 | Favorite Urban Artist   | Номинация |
| 2014 | «Adrenalina» (вместе с Дженнифер Лопез и Рики Мартиным) | The Perfect Combination | Номинация |
| 2016 | Himself                                                 | Favorite Urban Artist   | Номинация |
| 2016 | Los Vaqueros: La Trilogía                               | It Touched Everything   | Победа    |
| 2016 | «Rumba» (вместе с Anahí)                                | The Perfect Combination | Номинация |
| 2016 | «Rumba» (вместе с Anahí)                                | Catchiest Tune          | Номинация |